# Oldfjällen
Oldfjällen est un massif de montagnes des Alpes scandinaves situé près de la frontière entre la Norvège et la Suède, en Offerdal dans le Jämtland. Les villages les plus proches sont Frankrike (littéralement « La France ») et Rönnöfors.
Le point culminant du massif, Makkene, atteint 1 266 m d'altitude. Parmi les autres sommets figurent Oldklumpen (879 m), Lappluvan (Goeptelssjienie, 1 058 m), Himmelsraften (Skaeddrie, 1 211 m) et Stuore-Tjåure (1 229 m).

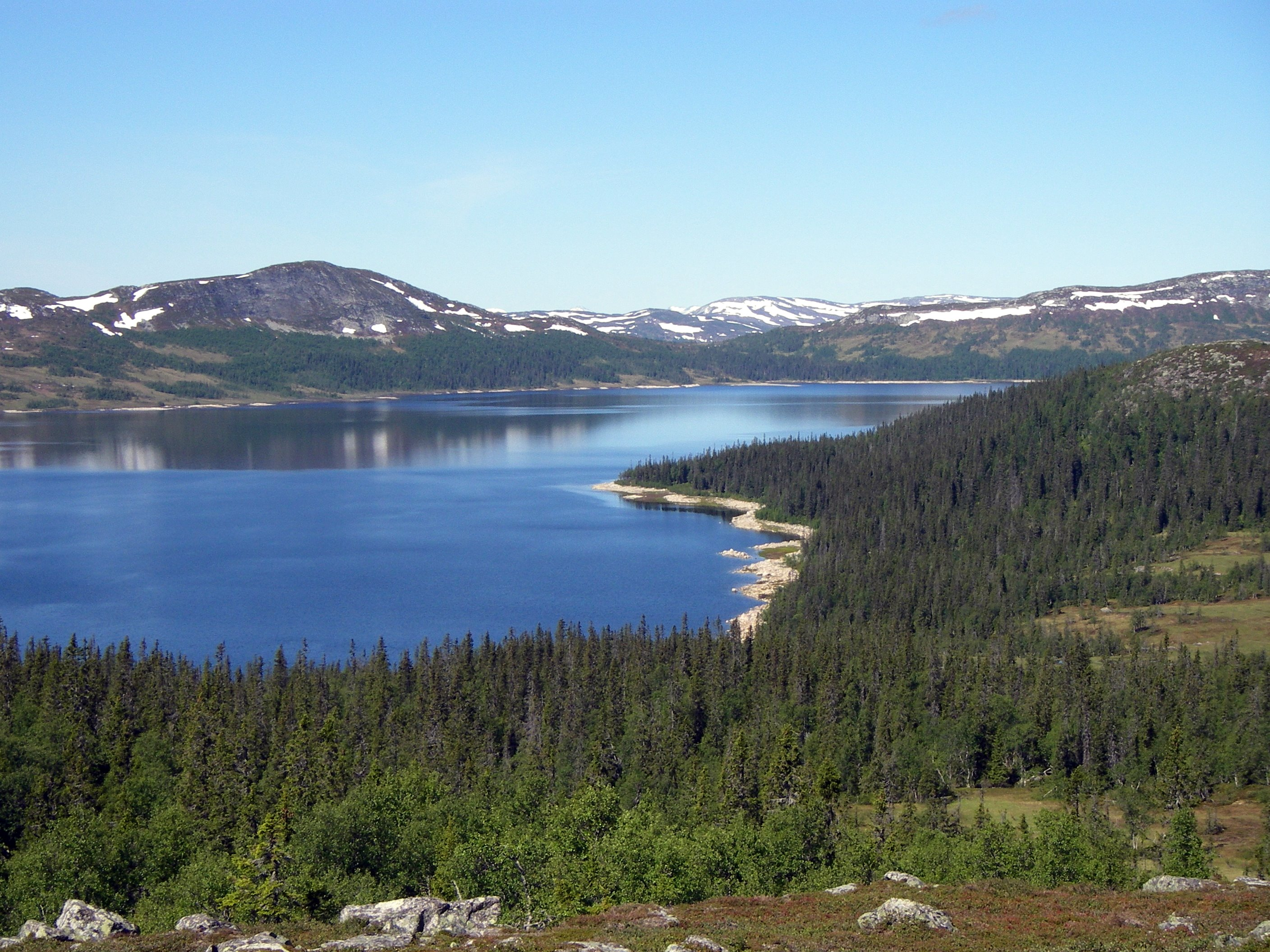
Les montagnes d'Oldfjällen et le lac Övre Oldsjön en été
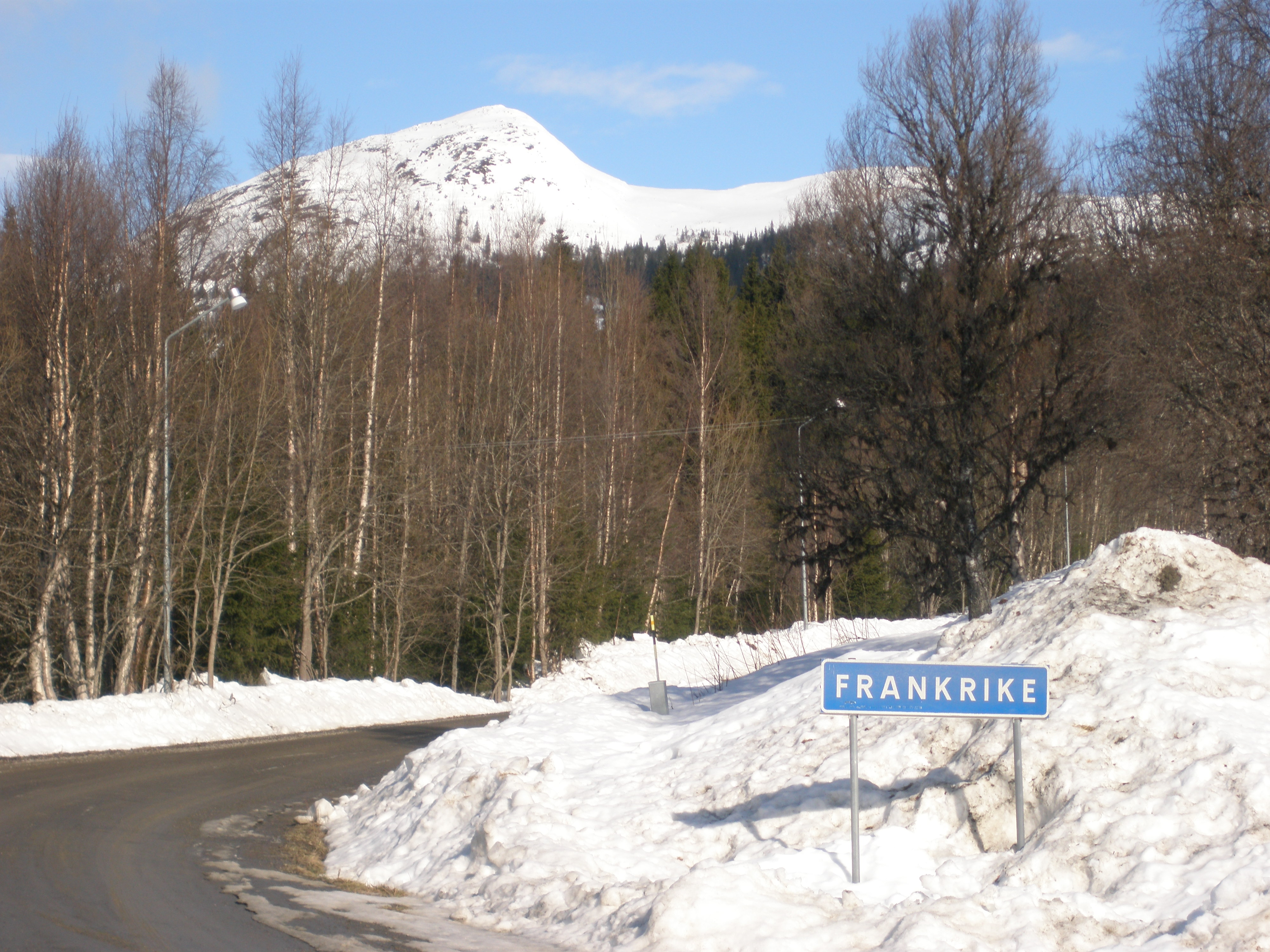
Oldklumpen est située près de Frankrike
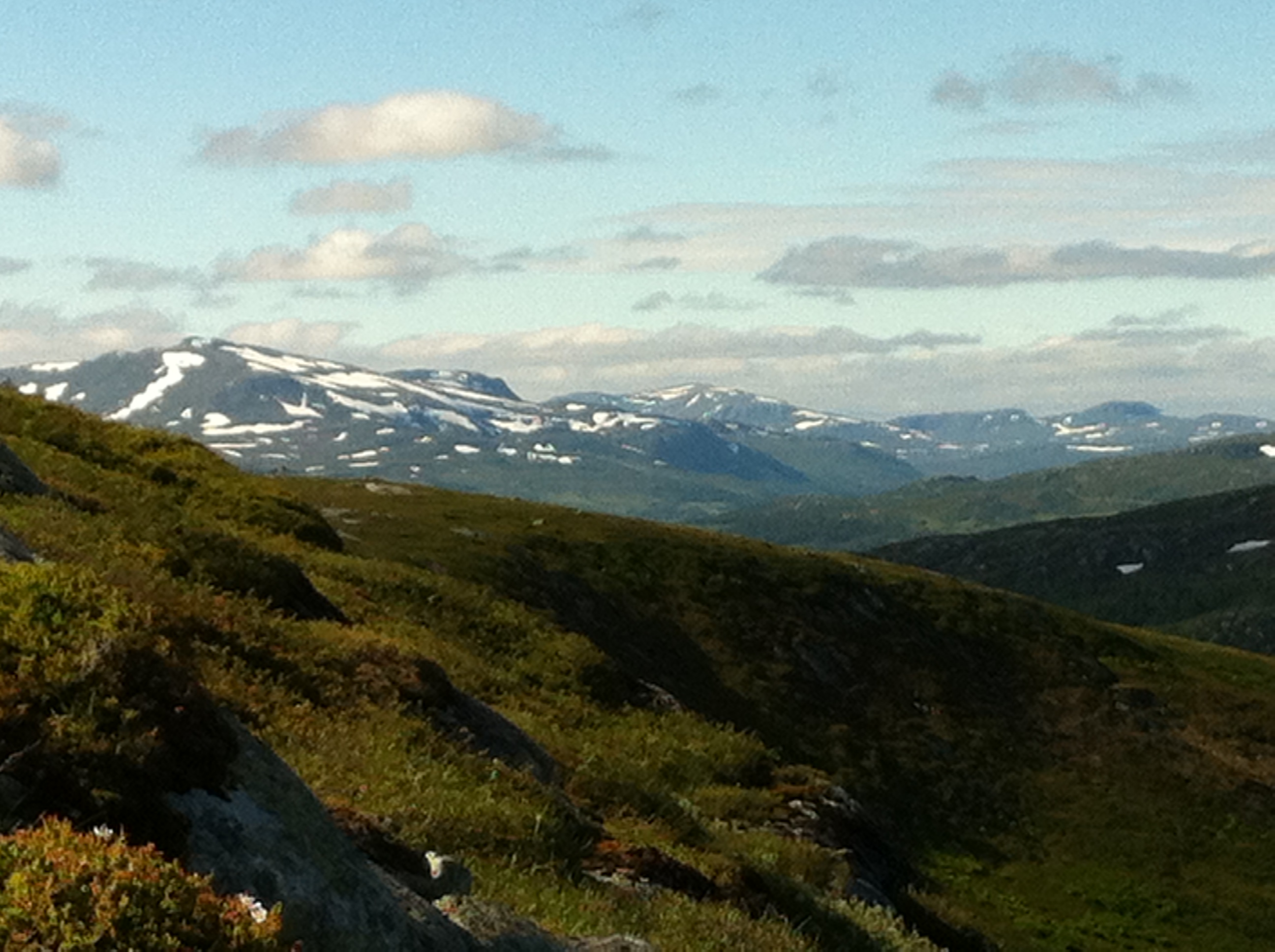
Oldfjällen en été
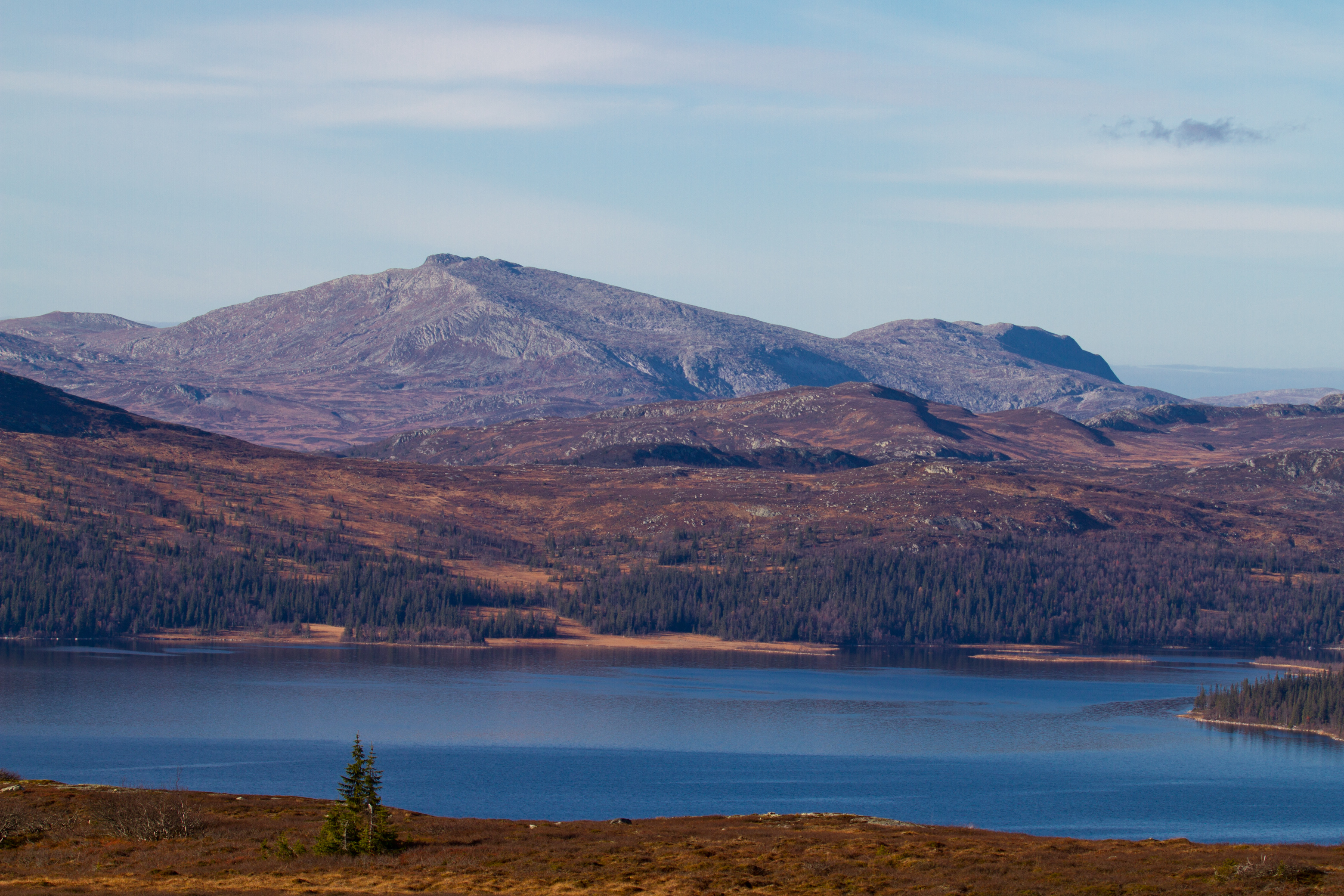
Mjölkvattsfjället en été
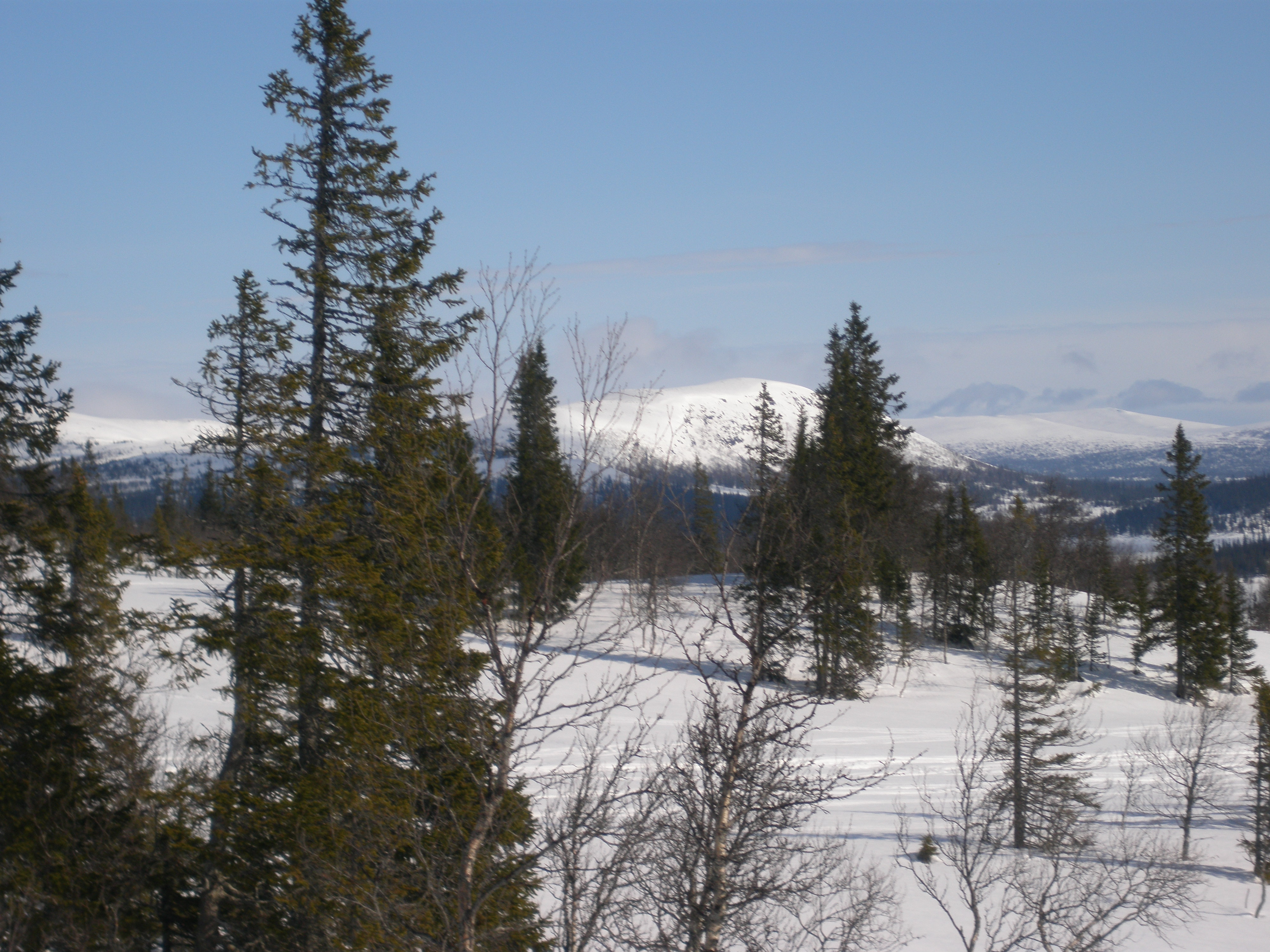
Oldfjällen en hiver